# Victor Davis
Victor Davis (Guelph, 10 februari 1964 – Montreal - 13 november 1989) was een Canadees zwemmer.

## Biografie
Davis werd in 1982 wereldkampioen op de 200m schoolslag in een wereldrecord, op de 100m schoolslag won hij de zilveren medaille achter de Amerikaan Steve Lundquist.
Tijdens de Olympische Zomerspelen van 1984 won hij de gouden medaille op de 200m schoolslag wederom in een wereldrecord en de zilveren medaille wederom achter Lundquist en de zilveren medaille op de 4x100m wisselslag.
In 1986 werd hij wereldkampioen op de 100m schoolslag en won hij zilver op de dubbele afstand.
In 1989 twee dagen nadat hij zijn zwemcarrière had beëindigd, werd hij aangereden naar aanleiding van een woordenwisseling en overleed later in het ziekenhuis.

## Internationale toernooien
| Jaar | Olympische Spelen                                     | Wereldkampioenschappen                                                         | Gemenebestspelen                                      |
| ---- | ----------------------------------------------------- | ------------------------------------------------------------------------------ | ----------------------------------------------------- |
| 1982 |                                                       | 100m schoolslag · 200m schoolslag · 13e 400m wisselslag · 4e 4x100m wisselslag | 100m schoolslag · 200m schoolslag                     |
| 1983 |                                                       |                                                                                |                                                       |
| 1984 | 100m schoolslag · 200m schoolslag · 4x100m wisselslag |                                                                                |                                                       |
| 1985 |                                                       |                                                                                |                                                       |
| 1986 |                                                       | 100m schoolslag · 200m schoolslag · 4e 4x100m wisselslag                       | 100m schoolslag · 200m schoolslag · 4x100m wisselslag |
| 1987 |                                                       |                                                                                |                                                       |
| 1988 | 4e 100m schoolslag · 4x100m wisselslag                |                                                                                |                                                       |

1908: Fred Holman ·
1912: Walter Bathe ·
1920: Håkan Malmrot ·
1924: Bob Skelton ·
1928: Yoshiyuki Tsuruta ·
1932: Yoshiyuki Tsuruta ·
1936: Tetsuo Hamuro ·
1948: Joe Verdeur ·
1952: John Davies ·
1956:  Masaru Furukawa ·
1960: Bill Mulliken ·
1964: Ian O'Brien ·
1968: Felipe Muñoz ·
1972: John Hencken ·
1976: David Wilkie ·
1980: Robertas Žulpa ·
1984: Victor Davis ·
1988: József Szabó ·
1992: Mike Barrowman ·
1996: Norbert Rózsa ·
2000: Domenico Fioravanti ·
2004: Kosuke Kitajima ·
2008: Kosuke Kitajima ·
2012: Dániel Gyurta ·
2016: Dmitri Balandin ·
2020: Zac Stubblety-Cook ·
2024: Léon Marchand